# Noordelijk Scheepvaartmuseum
Het Noordelijk Scheepvaartmuseum was een museum in de Nederlandse stad Groningen. Het richtte zich met name op de geschiedenis van de scheepsbouw en de scheepvaart in Noord-Nederland. Het museum was gevestigd in twee veertiende-eeuwse panden in de Brugstraat: het Canterhuis en het Gotisch Huis. Sinds 2022 is het museum opgegaan in het nieuwe Museum aan de A dat zich richt op de geschiedenis van Stad en provincie. 

## Geschiedenis
In 1930 werd de vereniging Het Noordelijk Scheepvaartmuseum opgericht. Twee jaar later werd daadwerkelijk een museum geopend, toen gevestigd in het Goudkantoor aan de Grote Markt. Hoewel het Goudkantoor de bevrijding van Groningen ongeschonden doorstond ging in 1945 een groot deel van de collectie verloren, nadat deze uit voorzorg verplaatst was naar een pand aan de noordzijde van de markt, dat door brand verwoest werd.
Na de oorlog verhuisde het museum naar de Sint-Walburgstraat. In 1969 werd het Gotisch Huis bij het 150-jarig bestaan van Theodorus Niemeyer aangekocht door het bedrijf van de toenmalige eigenaar J. Veldman en geschonken aan de gemeente, die het een museumbestemming gaf. Tevens beloofde het bedrijf er een tabaksmuseum te vestigen: het Niemeyer Nederlands Tabacologisch Museum, dat in 1978 werd geopend. In 1973 besloot ook het scheepvaartmuseum zich er te vestigen. Tevens werd het Canterhuis aangekocht door het Scheepvaartmuseum. Mede met behulp van een publieksactie werden de gelden bijeengebracht voor de restauratie. Omdat de gemeente de passage tussen de Brugstraat en de Reitemakersrijge althans overdag een openbaar karakter wilde geven, moest een luchtbrug worden gerealiseerd tussen beide panden. In 1982 opende het gezamenlijke museum zijn deuren. Niemeyer betaalde het museum voor het onderhoud een jaarlijks bedrag. 
Het museum werd na de herhuisvesting nauwelijks meer aangepast en was op enig moment noodlijdend. In 1999 dreigde het zelfs te verhuizen naar Delfzijl waarop het gemeentebestuur besloot het door extra gelden voor de stad te behouden. Per 1 januari 2011 werd echter het Tabaksmuseum gesloten en dreigde door de verminderde inkomsten ook het scheepvaartmuseum in gevaar te komen. Met gemeentelijke en provinciale gelden kon een vernieuwingsoperatie worden doorgevoerd, waarbij een grotere plek werd ingeruimd voor digitale elementen. De in 2011 gemaakte animatiefilm Groningen 1470 (3d-animatie van de stad na de bouw van Het Bolwerk) moest de grootste publiekstrekker vormen. Het betekende tevens een koerswijziging naar een historisch museum met wisselende exposities over de geschiedenis van de provincie Groningen. Een van de redenen was dat het Groninger Museum zich hierop steeds minder richtte na de verhuizing naar het Verbindingskanaal in 1994. Daar kwam bij dat "scheepvaart" voor steeds minder bezoekers een reden was om het museum te bezoeken. Met de aankoop van een pakhuis aan de Schuitemakersstraat door de gemeente kreeg het museum ruimte om uit te breiden. In een oud pomphuis aan het Lage der A werd in 2019 museumcafé geopend .

## Museum aan de A
De gemeente Groningen heeft in 2014 aangegeven te streven naar een Huis van de Groningse Geschiedenis in een Historisch Kwartier, met als kern het museum in het A-kwartier met de middeleeuwse panden. Het Noordelijk Scheepvaartmuseum heeft deze rol op zich genomen en transformeert in Museum aan de A. In 2020 hebben het museum, het Noorderpoort College, Groninger Archieven en het Groninger Museum een overeenkomst gesloten voor deze samenwerking. De gemeente en de provincie  hebben hiervoor financiële ondersteuning toegezegd. Vanaf 2022 gebruikt het museum de nieuwe naam, Museum aan de A. In 2023 is de collectie tijdelijk verhuisd om een grote verbouwing mogelijk te maken. De middeleeuwse panden worden verduurzaamd en toegankelijk gemaakt en er komt een nieuwe vaste tentoonstelling. Het plan is dat de verbouwing en aanpassing van de museale presentatie in 2024/2025 begint.

## Museumschip PW17/Emma
Het museum bezit sinds 2010 een museumschip: de Emma (PW17). Dit directievaartuig werd in 1922 gebouwd op Groninger scheepswerf Gideon in opdracht van de Provinciale Waterstaat. De Emma doet dienst als promotie- en presentatieschip van het museum bij evenementen. De Emma is in 2022 met de collectie meegegaan naar Museum aan de A.

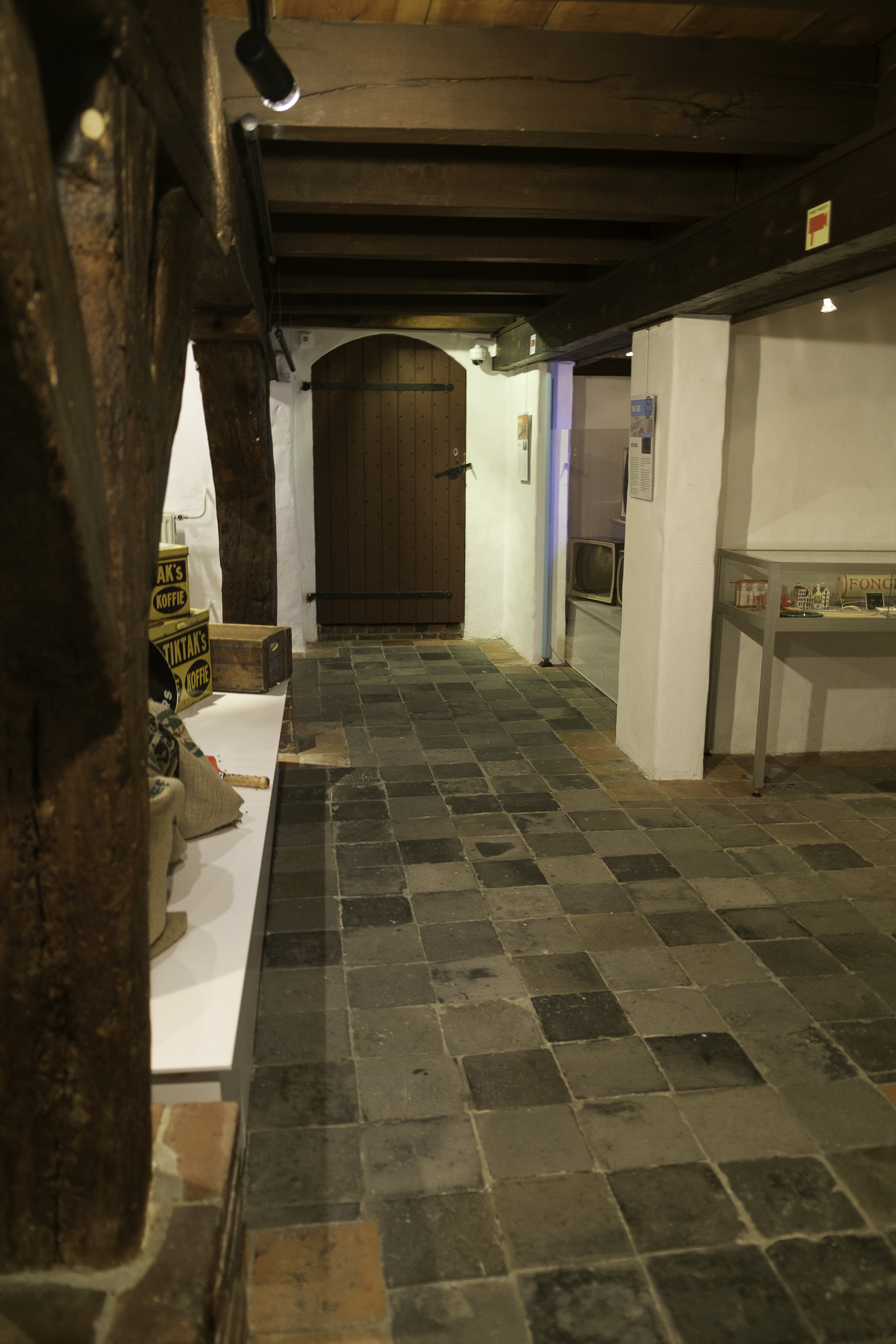
Deel van de kelder
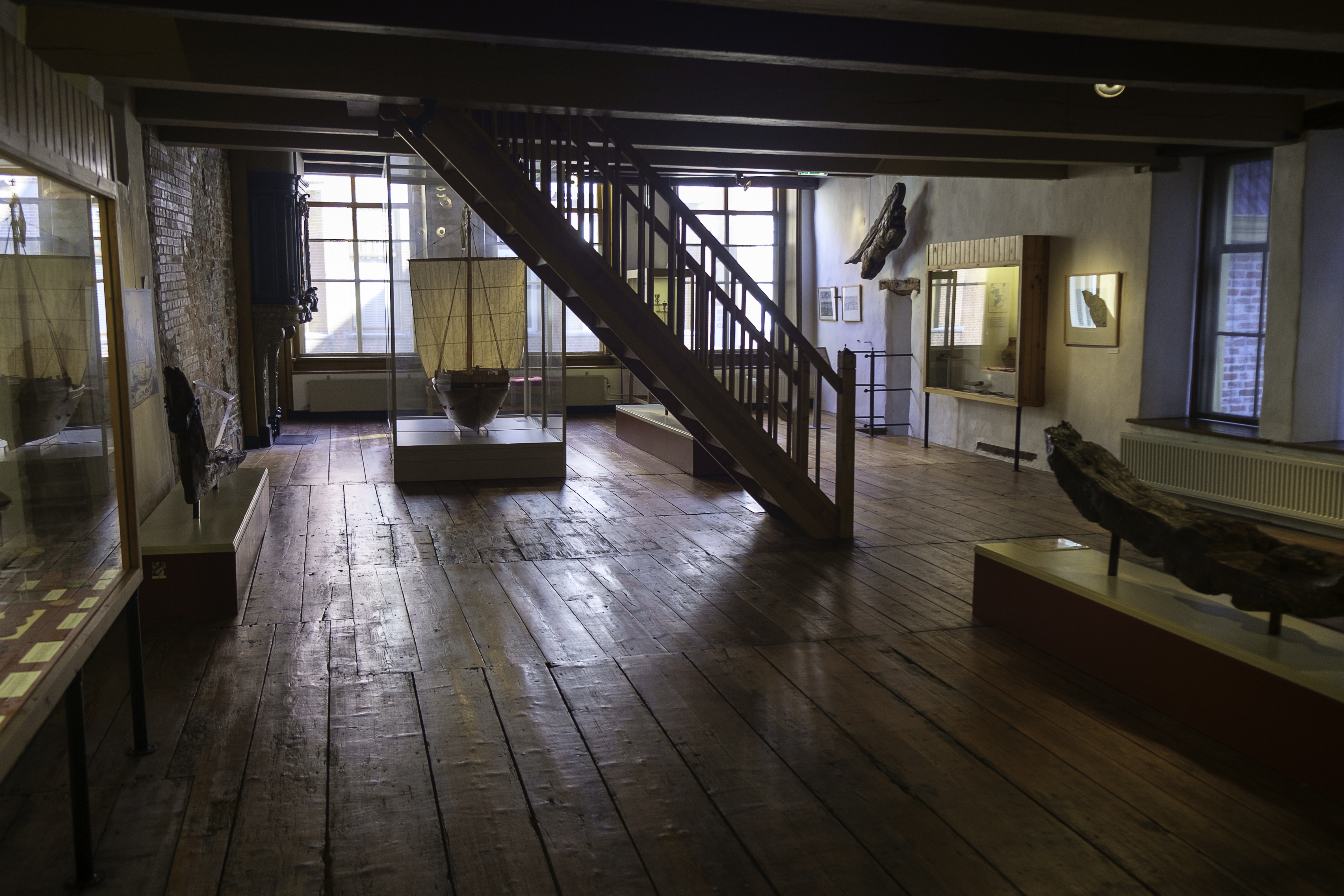
Een van de tussenverdiepingen
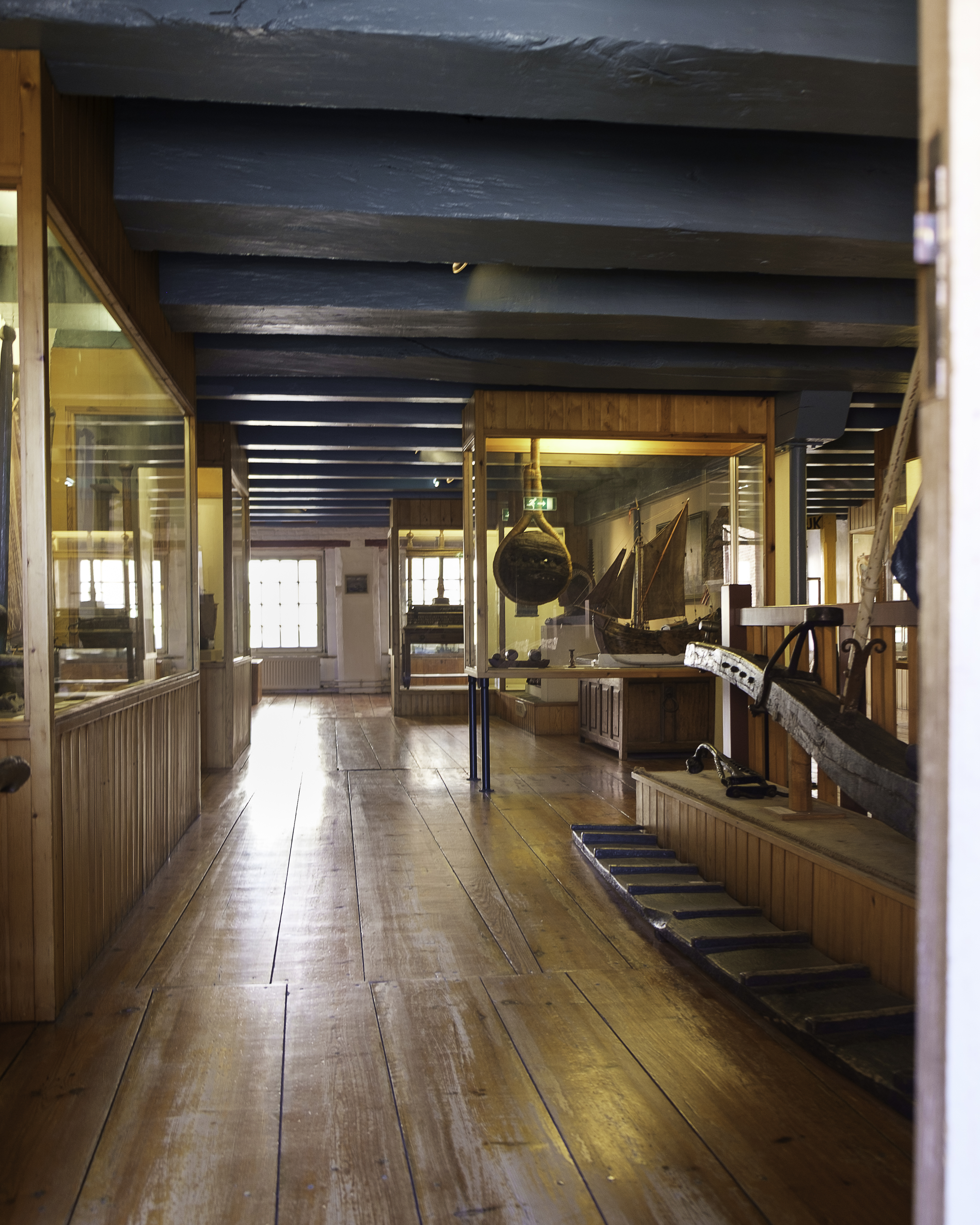
Vitrinekasten
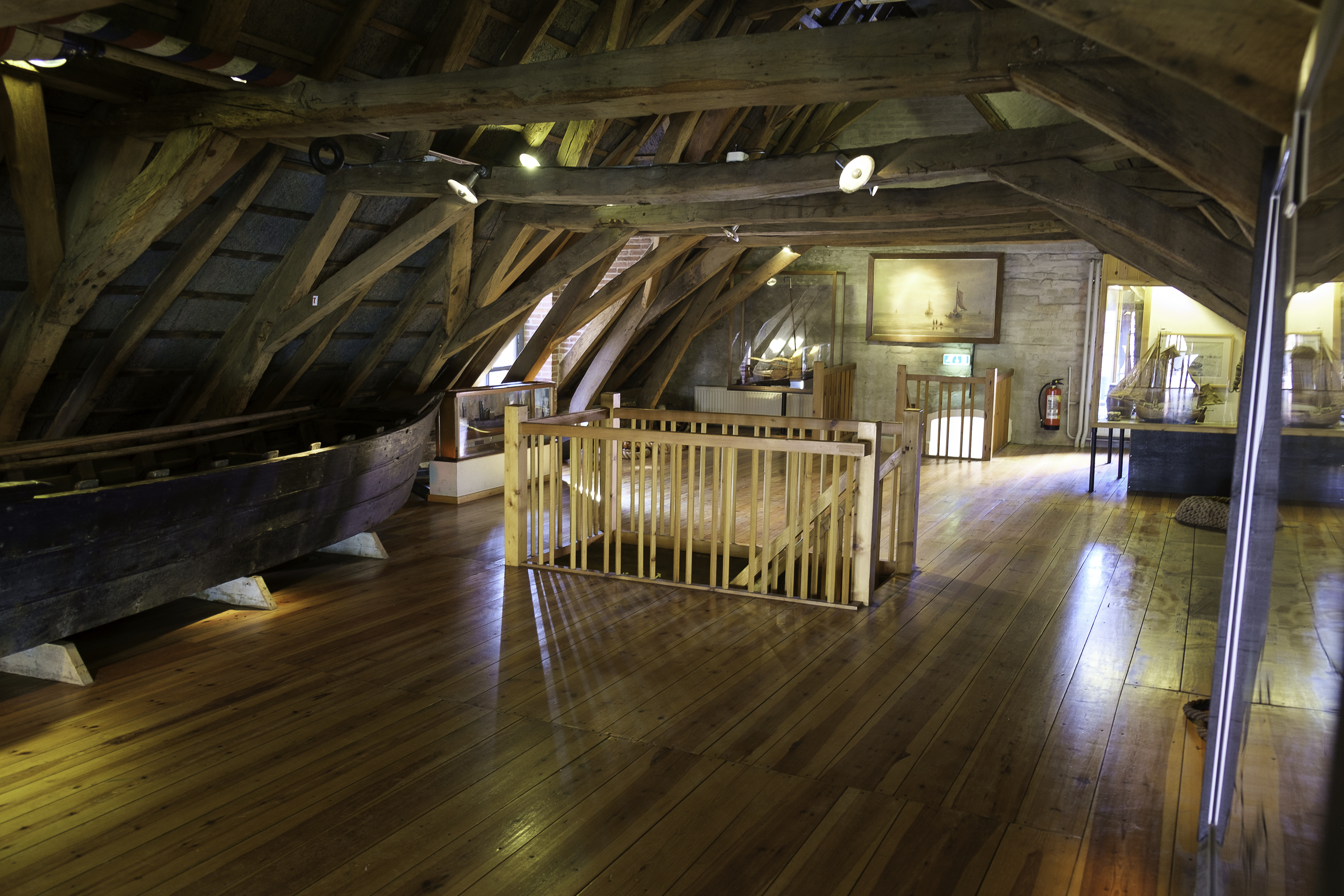
Deel van een van beide bovenverdiepingen
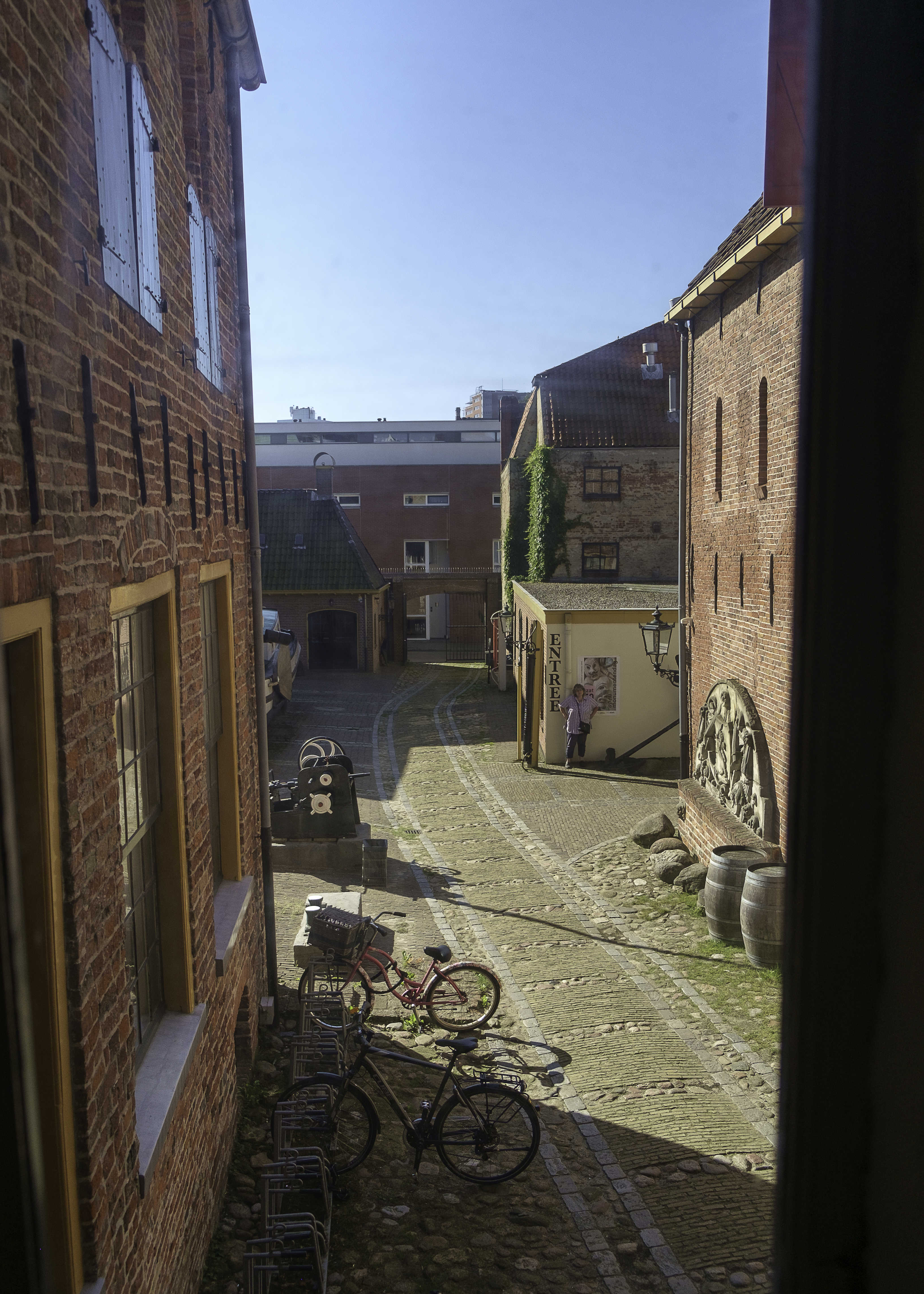
Binnenplaats
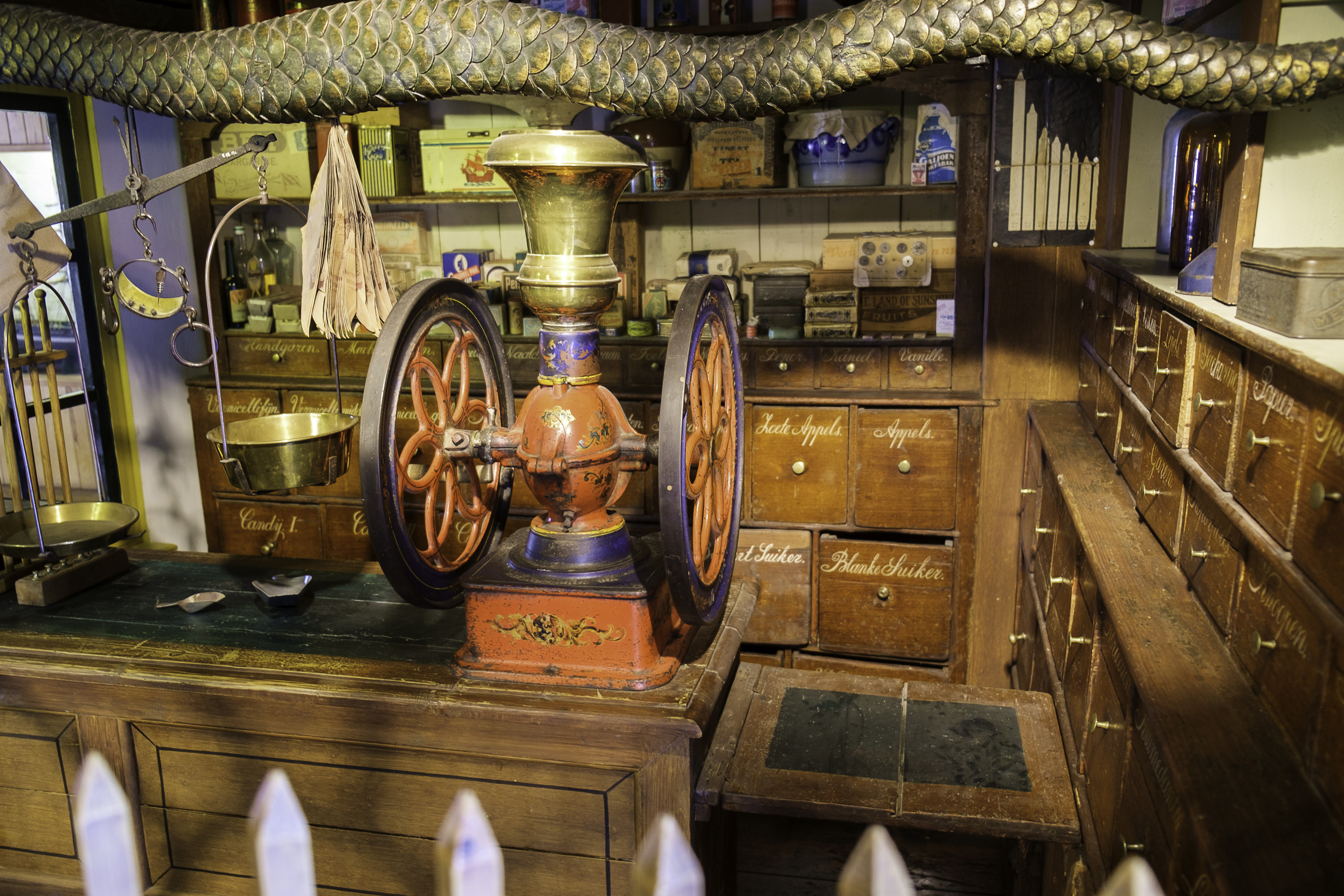
Onderdelen van een voormalig scheepswinkeltje
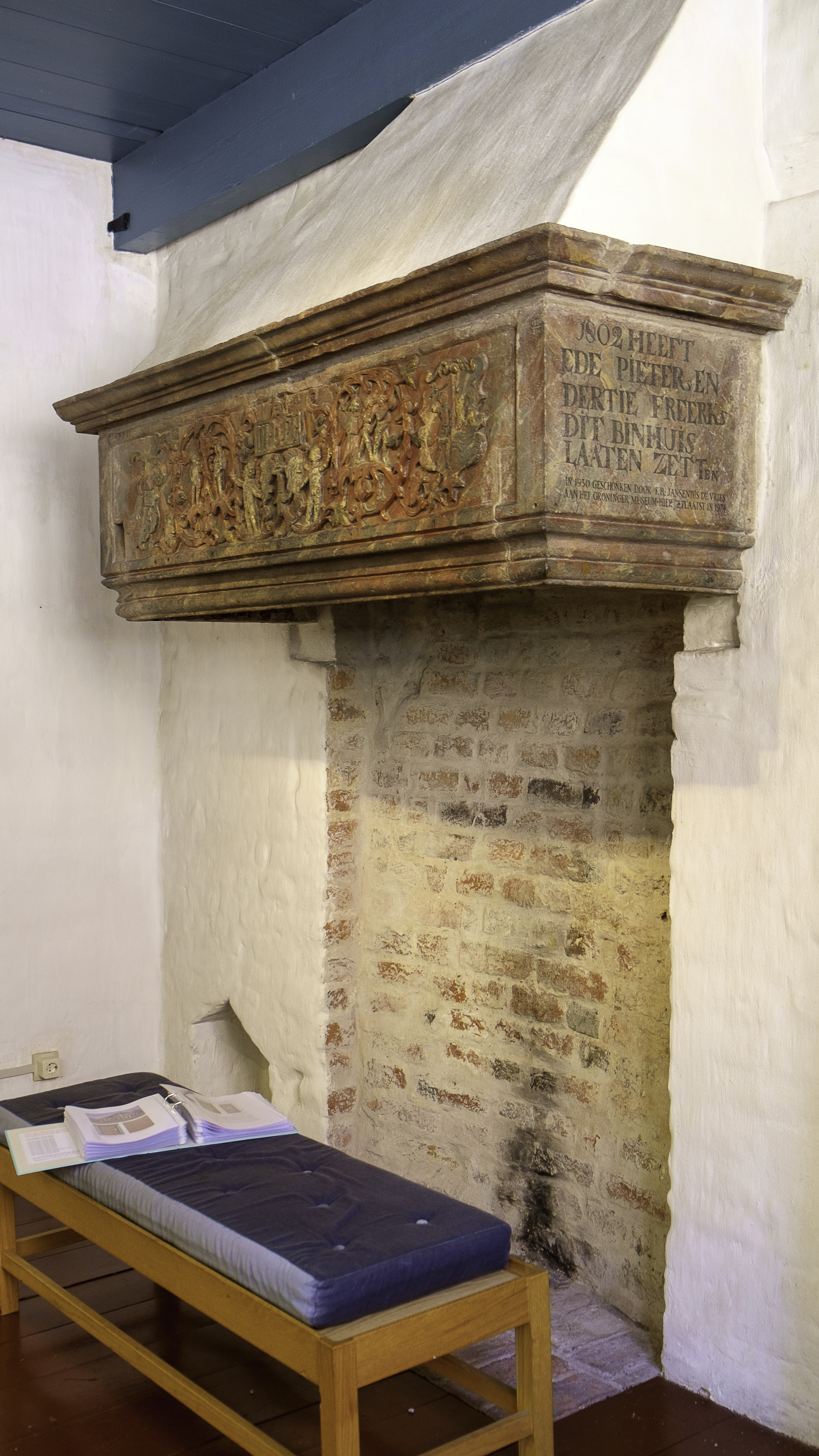
Schouw uit 1540
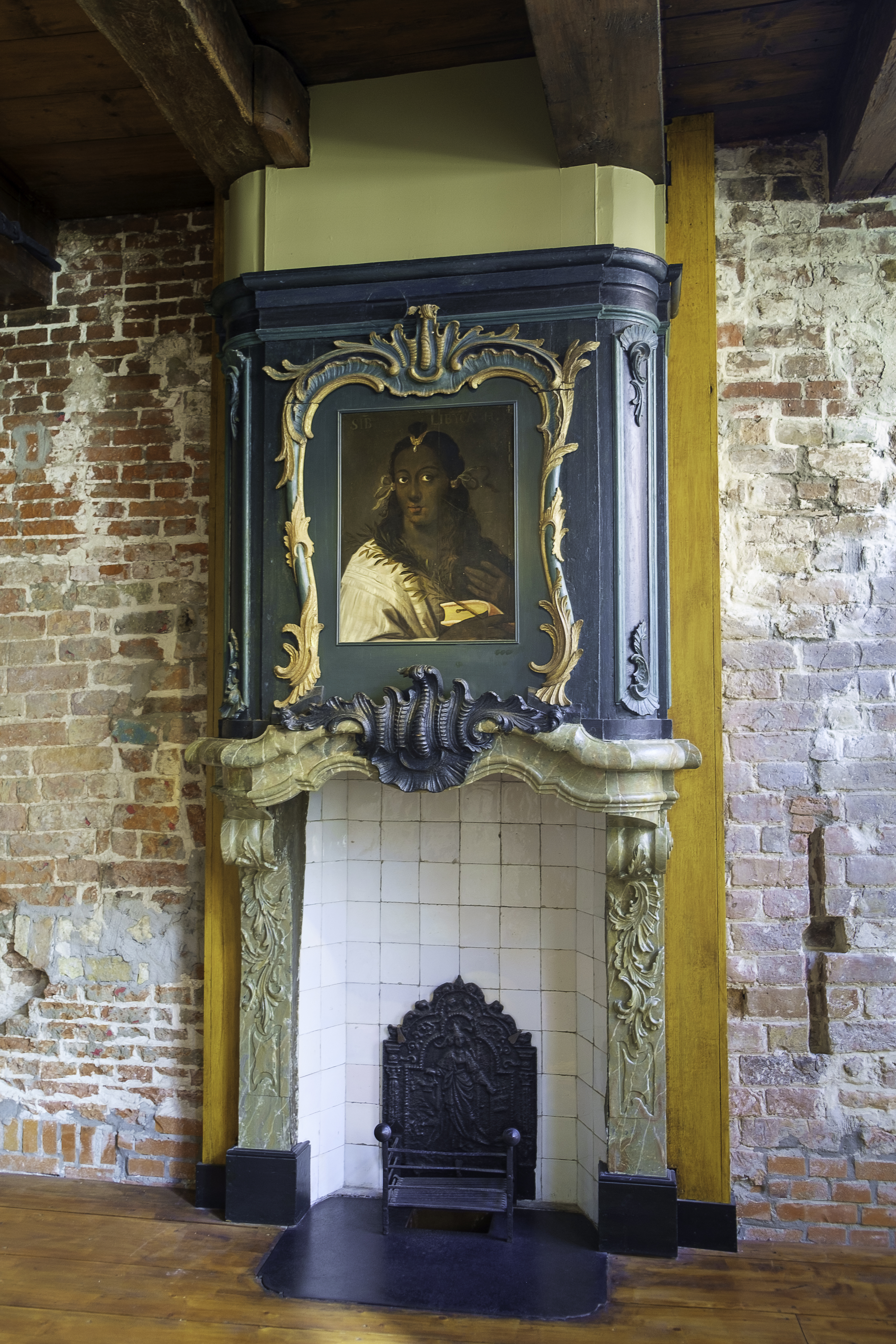
Schouw
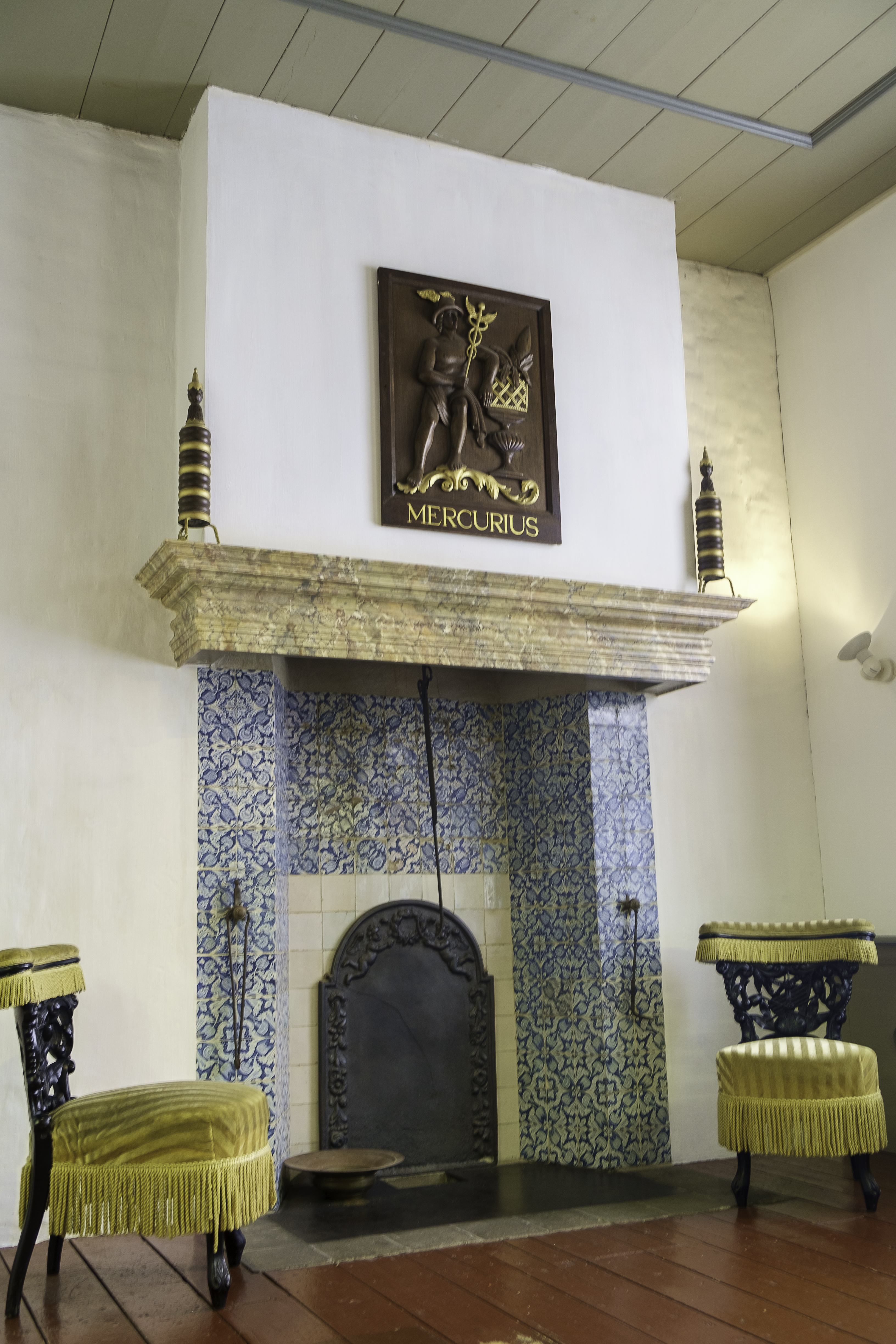
Schouw
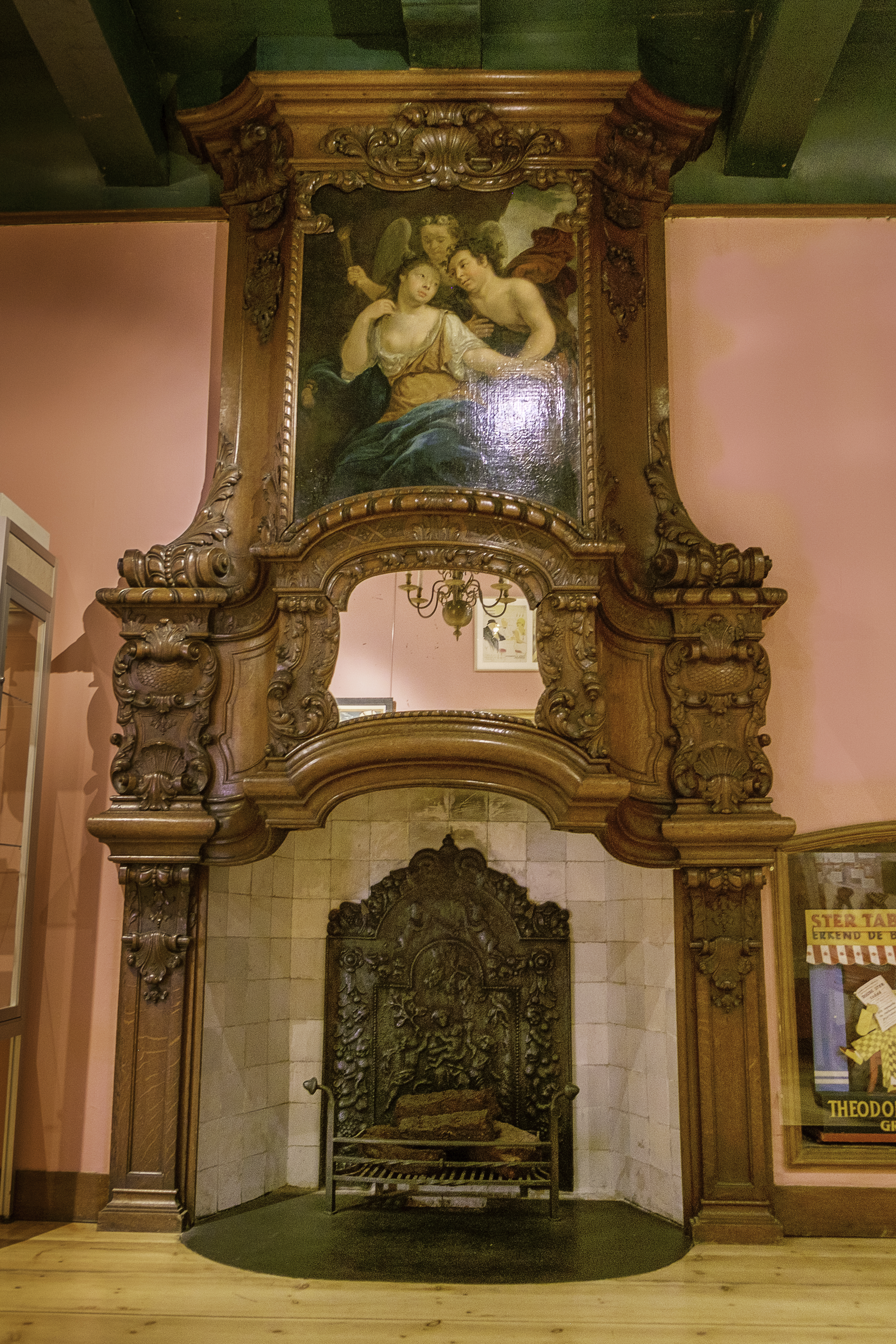
Schouw
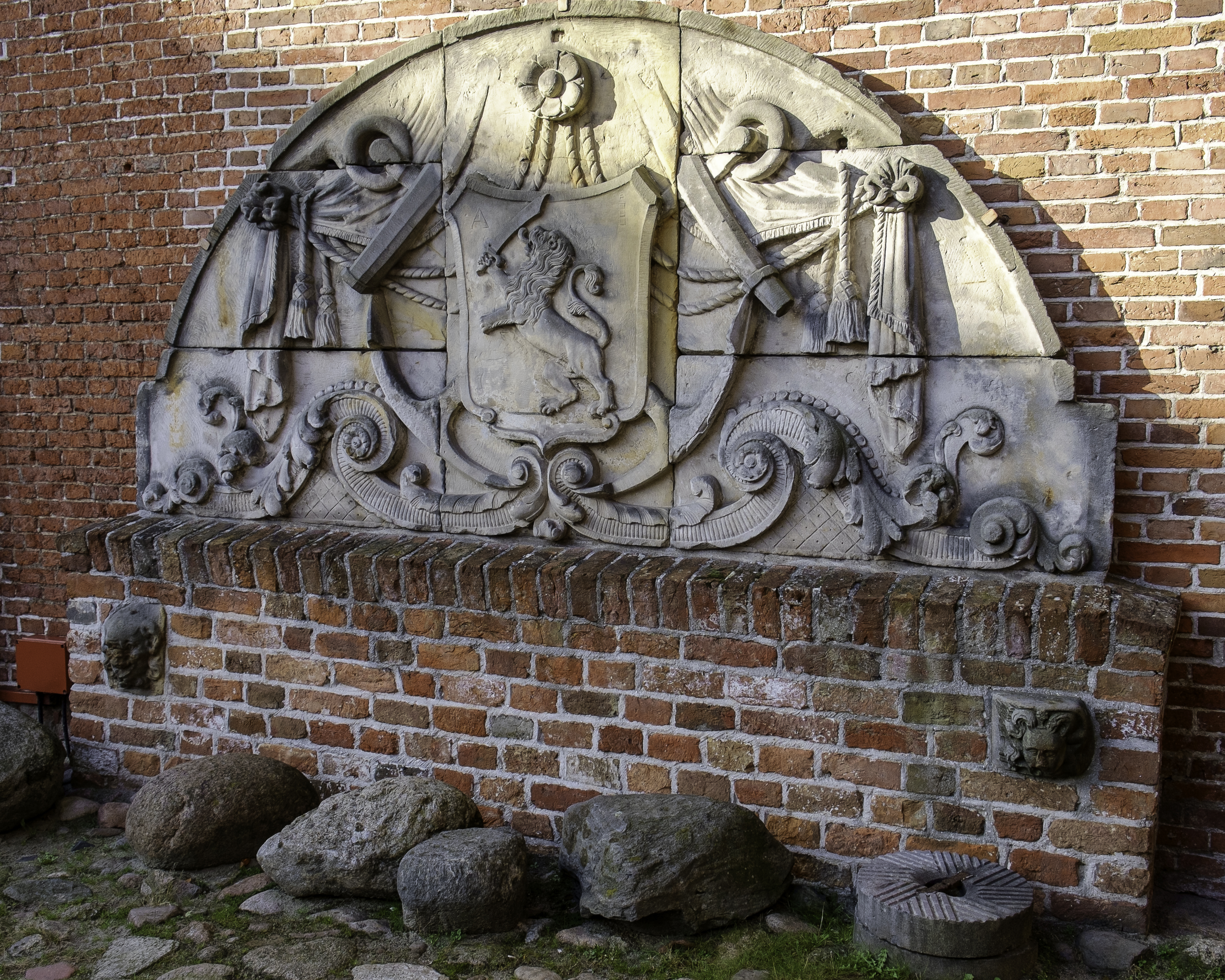
Fronton uit 1730 van het in 1883 afgebroken huis Leeuwenburg van de Admiraliteit van Friesland in Harlingen.